# Stenmaren
Stenmaren är en sjö i Söderhamns kommun i Hälsingland och ingår i Ljusnan-Skärjåns kustområde. Stenmaren ligger i Axmar-Gåsholma Natura 2000-område.